# Leopoldo Vallejos
Leopoldo Manuel Vallejos Bravo (født 16. juli 1944 i Santiago, Chile) er en tidligere chilensk fodboldspiller (målmand).
Vallejos spillede hele sin karriere (1964-1986) i hjemlandet, hvor han blandt andet var tilknyttet Universidad Católica, Unión Española og Everton Viña del Mar. Med alle tre klubber var han med til at vinde det chilenske mesterskab.
Vallejos spillede desuden 20 kampe for det chilenske landshold. Han var en del af det chilenske hold, der deltog ved VM i 1974 i Vesttyskland. Her spillede han alle landets tre kampe i turneringen, hvor chilenerne dog blev slået ud efter det indledende gruppespil.

## Titler
Primera División de Chile
- 1966 med Universidad Católica
- 1973 og 1975 med Unión Española
- 1976 med Everton Viña del Mar